# Agustín Jara
Agustín Fabián Ricardo Jara (Corral de Bustos, 1º giugno 1992) è un calciatore argentino, difensore dell'Universitario Vinto.

## Carriera

### Club
Cresciuto nel settore giovanile del Colón (SF), ha debuttato fra i professionisti con il FC Dallas il 22 maggio 2016 disputando l'incontro di Major League Soccer vinto 2-4 contro il N.E. Revolution.
Il 1º agosto 2016 passa ai boliviani del The Strongest.
L'11 gennaio 2020 torna in Argentina al Santamarina.

## Statistiche

### Presenze e reti nei club
Statistiche aggiornate al 23 gennaio 2021.
| Stagione             | Squadra              | Campionato           | Campionato | Campionato | Coppe nazionali | Coppe nazionali | Coppe nazionali | Coppe continentali | Coppe continentali | Coppe continentali | Altre coppe | Altre coppe | Altre coppe | Totale | Totale |
| Stagione             | Squadra              | Comp                 | Pres       | Reti       | Comp            | Pres            | Reti            | Comp               | Pres               | Reti               | Comp        | Pres        | Reti        | Pres   | Reti   |
| -------------------- | -------------------- | -------------------- | ---------- | ---------- | --------------- | --------------- | --------------- | ------------------ | ------------------ | ------------------ | ----------- | ----------- | ----------- | ------ | ------ |
| mag.-ago. 2016       | FC Dallas            | MLS                  | 3          | 0          | USOC            | 2               | 0               | -                  | -                  | -                  | -           | -           | -           | 5      | 0      |
| ago. 2016-2017       | The Strongest        | PD                   | 32         | 1          | -               | -               | -               | CL                 | 10                 | 0                  | -           | -           | -           | 42     | 1      |
| 2018                 | The Strongest        | PD                   | 16         | 1          | -               | -               | -               | CL                 | 5                  | 0                  | -           | -           | -           | 21     | 1      |
| 2019                 | The Strongest        | PD                   | 11         | 0          | -               | -               | -               | CL                 | 2                  | 0                  | -           | -           | -           | 13     | 0      |
| Totale The Strongest | Totale The Strongest | Totale The Strongest | 59         | 2          |                 | -               | -               |                    | 17                 | 0                  |             | -           | -           | 76     | 2      |
| gen.-mar. 2020       | Santamarina          | PBN                  | 5          | 0          | -               | -               | -               | -                  | -                  | -                  | -           | -           | -           | 5      | 0      |
| 2020-2021            | Santamarina          | PBN                  | 7          | 0          | -               | -               | -               | -                  | -                  | -                  | -           | -           | -           | 7      | 0      |
| Totale Santamarina   | Totale Santamarina   | Totale Santamarina   | 12         | 0          |                 | -               | -               |                    | -                  | -                  |             | -           | -           | 12     | 0      |
| Totale carriera      | Totale carriera      | Totale carriera      | 74         | 2          |                 | 2               | 0               |                    | 17                 | 0                  |             | -           | -           | 93     | 2      |

## Palmarès

### Club

#### Competizioni nazionali
- Campionato boliviano: 1

The Strongest: Apertura 2016